# Parné-sur-Roc

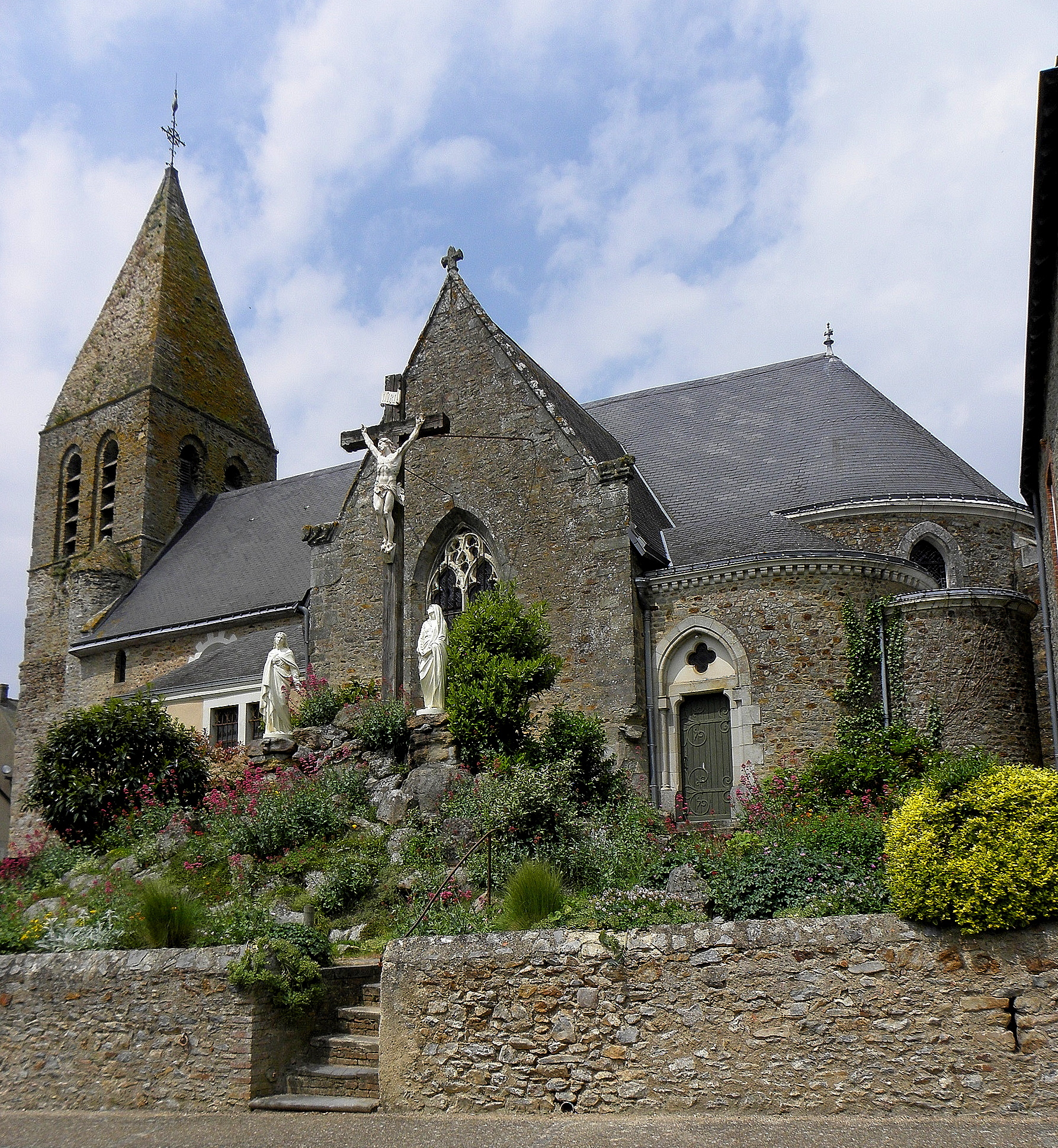
Peterskyrkan

Parné-sur-Roc är en kommun i departementet Mayenne i regionen Pays de la Loire i nordvästra Frankrike. Kommunen ligger i kantonen Argentré som tillhör arrondissementet Laval. År 2022 hade Parné-sur-Roc 1 384 invånare.

## Befolkningsutveckling
Antalet invånare i kommunen Parné-sur-Roc
| Referens: INSEE |